# LFM (France)
Pour les articles homonymes, voir LFM.
LFM, de son nom , est une station de radio associative française, créée le 24 novembre 2008 et sélectionnée par le Conseil supérieur de l'audiovisuel (France) (CSA) le 7 avril 2009 pour occuper la fréquence 95,5 MHz sur le secteur d'implantation de Mantes-la-Jolie (Yvelines). Sa première émission sur les ondes a eu lieu le 31 octobre 2009.

## Origine
LFM est la radio choisie par le CSA pour occuper la fréquence 95.5 dans la Vallée de la  Seine et le Mantois, en lieu et place de feu « Radio Droit de Cité (RDC) », radio associative disparue en 2007.
Elle a remporté l'appel à candidatures lancé le 7 octobre 2008 par le CSA,, auquel étaient également admis à concourir :
Zone de couverture: Yvelines, Grand Paris Seine et Oise. 
- Catégorie A : Sensation, Urban Vox, Racif
- Catégorie B : Evasion, Voltage, France Maghreb, Radio Mantes, Générations, Oüi FM, Only Raï
- Catégorie C : Skyrock
- Catégorie D : Chérie FM, Rire & Chansons, Fun, RTL2, Radio FG, Parenthèse Radio, Skyrock, RFM, France Maghreb 2, Radio Orient, BFM, Ado, Jazz Radio, Radio Nova

## Concept
LFM se positionne comme une radio féminine et citoyenne, dont l'objectif principal est la valorisation de la banlieue à travers les femmes. À cela s'ajoute une dimension éducative au moyen d'ateliers de formation radiophoniques pour les collégiens.
Les programmes intègrent un volet d'informations locales produit par la rédaction de LFM Radio (  Secteur département des Yvelines, et Communauté Urbaine Grand Paris Seine et Oise).  LFM Radio possède en outre 3 rédactions  basées à Chanteloup les Vignes, Epône et Houdan permettant la couverture de secteur ruraux comme ceux des quartiers ( ZUS). 

## Les Émissions radio
Les émissions quotidiennes: 
- La MATINALE LFM de 07 h à 10 h  News du jour musique et informations pratiques + Flash info National et Local toutes les demi heures.
- Le JOURNAL LOCAL DE LA RÉDACTION  ( Le JLR)  reportages sur l'actualité du secteur Yvelines, Grand Paris Seine et Oise  à 11h15, 12h15 et 13h15.
- La PLAYLIST LFM  Message et dédicaces de 15h à 17h avec la selection des titres du moment.
- Le LIVE  Découverte des nouveaux talents de 17h à 20h avec chroniques, jeux auditeurs et performances live.

Les émissions hebdomadaires spéciales: 
- RAP CONCEPTION: Le mercredi soir de 22h à 00h Emission dédiée à la découverte des talents rap émergents de la scène francophone et locale avec sessions Freestyles.
- FACE A L :  Le vendredi de 17h à 17h45 Emission politique présentée par Lahbib Eddaouidi
- MUSIC MASTERS : Le samedi de 18h à 20h Emission dédiée aux Masters US Hip Hop Soul et RnB, retour sur les producteurs et artistes légendaires, avec Le Quart d'heure Français. ( Replay le vendredi de 22h à 00h).
- LE P'TIT REPORTER Le dimanche de 10h0 à 10h30 l'actualité vue par les jeunes de moins de 16 ans avec chroniques et reportages réalisés par la section des jeunes "Apprentis journalistes" de LFM Radio.
- AFRO VIBES Le dimanche de 14h à 16h découverte des nouveautés musicales afro caribéennes .

PARTENARIATS MÉDIAS:
YVELINES PREMIÈRE (TV )  : Emission de télévision L'Essentiel consacrée à l’actualité locale et nationale,à travers le regard d’un invité politique présentée par Sophie Jaubert rédactrice en chef de la chaîne Yvelines Première,  Hakima Aya rédactrice en chef de LFM Radio et Lahbib Eddaouidi directeur de la publication du journal  La Gazette en Yvelines. Invités :  les candidats à primaire, et à la présidentielle de 2017 Benoit Hamon, Jean Fréderic Poisson, Jean François Copé, François Fillon, Frédéric Levebvre, Bruno Le Maire, Nicolas Dupont Aignan, Sylvia Pinel ;et  les élus locaux 
LA GAZETTE EN YVELINES:
Une Dose de LFM retour sur les temps fort de la semaine, via une demi page consacrée dans La Gazette en Yvelines, journal hebdomadaire gratuit distribué à 58 000 exemplaires dans l'ensemble de la Communauté Urbaine. 

## Couleur musicale
LFM Radio, une dose de Cool et de Soul dans ta radio.
Une programmation musicale SOUL, RnB, HIP HOP et POP  qui met particulièrement en valeur les artistes féminines (60 % de la programmation journalière).  
L'objectif annoncé est la promotion de jeunes talents totalement méconnus par des plages horaires spécifiques, et des émissions spéciales.

## Dirigeants
Directeur de la structure : 
- 2008 à 2011 : Louis Dubois
- 2011 à 2013 : Rajaa Moumene
- 2013 à 2024 : Stéphanie Blanquet
- 2014 : Hakima Aya Rédactrice en Chef en charge de l'antenne jusqu'au1er mars 2024

Présidente : AREJDAL Saadia 
Fondateur : EDDAOUIDI Lahbib